# Río Macuma
Der Río Macuma ist ein etwa 265 km langer linker Nebenfluss des Río Cangaime im Osten von Ecuador in der Provinz Morona Santiago.

## Flusslauf
Der Río Macuma entspringt auf einer Höhe von etwa 1100 m in einer Beckenlandschaft zwischen der Cordillera Real im Westen und einem subandinen Gebirgszug im Osten, 25 km nordöstlich der Stadt Macas. 
Von dort fließt er anfangs knapp 25 Kilometer nach Osten. Im Anschluss umfließt der Río Macuma einen subandinen Gebirgskamm. Dabei wendet er sich 40 km nach Norden, 2 km nach Osten und schließlich wieder 40 km nach Süden. Nun durchbricht er den andinen Gebirgszug auf den folgenden 5 Kilometern in östlicher Richtung und erreicht das Amazonastiefland. Der Río Macuma fließt nun in Richtung Ostsüdost. 10 Kilometer weiter nördlich verläuft der Río Pastaza. Bei Flusskilometer 185 liegt die Siedlung Macuma südlich des Flusslaufs des Río Macuma. Dieser durchschneidet einen niedrigen Höhenrücken und wendet sich später nach Süden und verläuft parallel zu diesem. Bei Flusskilometer 155 trifft der Río Cuzutco linksseitig auf den Río Macuma. Schließlich trifft der Río Macuma auf den Río Cangaime, 65 km oberhalb dessen Vereinigung mit dem Río Mangosiza zum Río Morona.